# Liste des églises de l'Ariège
La liste des églises de l'Ariège recense de manière exhaustive les églises situées dans le département français de l'Ariège. Il est fait état des diverses protections dont elles peuvent bénéficier, et notamment les inscriptions et classements au titre des monuments historiques.
Toutes sont situées dans le diocèse de Pamiers, Couserans et Mirepoix, sauf l'extrémité orientale du département dénomée le Donezan, composée de 7 communes d'altitude géographiquement orientées sur la haute vallée de l'Aude (Artigues, Carcanières, Le Pla, Le Puch, Mijanès, Quérigut et Rouze) rattachées au diocèse de Carcassonne et Narbonne.

## Statistiques

### Nombres
Le département de l'Ariège comprend 325 communes au 1er janvier 2025.
En 2018, le diocèse de Pamiers compte 304 paroisses.

### Communes sans églises
En 2025, les 12 communes suivantes, généralement très peu peuplées, sont toujours sans églises : Alliat, Appy, Bestiac, Cos, Encourtiech, Erp, Esclagne, Ludiès, Pech, Quié, Suzan et Tabre. Cet effectif se réduira plus vraisemblablement par la fusion de communes que par la construction d'église.

## Classement
Le classement ci-après se fait par commune selon l'ordre alphabétique.
Il est fait état des diverses protections dont elles peuvent bénéficier, et notamment les inscriptions et classements au titre des monuments historiques.

## Liste

### Cultecatholique
| Église                                                                       | Commune                     | Adresse                            | Coordonnées                      | Notice         | Protection                                                                                                 | Date         | Illustration                                                                 |
| ---------------------------------------------------------------------------- | --------------------------- | ---------------------------------- | -------------------------------- | -------------- | --- | ------------ | ---------------------------------------------------------------------------- |
| Église Saint-Barthélemy d'Aigues-Juntes                                      | Aigues-Juntes               |                                    | 43° 03′ 21″ nord, 1° 28′ 12″ est |                | non |              | Église Saint-Barthélemy d'Aigues-Juntes                                      |
| Église Saint-Étienne d'Aigues-Vives                                          | Aigues-Vives                |                                    | 42° 59′ 47″ nord, 1° 52′ 31″ est |                | non |              | Église Saint-Étienne d'Aigues-Vives                                          |
| Église de la Conversion-de-Saint-Paul d'Albiès                               | Albiès                      |                                    | 42° 46′ 37″ nord, 1° 42′ 09″ est |                | non |              | Église de la Conversion-de-Saint-Paul d'Albiès                               |
| Église Saint-Sabin de Castet-d'Aleu                                          | Aleu                        |                                    | 42° 54′ 20″ nord, 1° 15′ 03″ est |                | non |              | Image manquante Téléverser                                                   |
| Église Saint-Julien d'Aleu                                                   | Aleu                        |                                    | 42° 53′ 35″ nord, 1° 15′ 56″ est |                | non |              | Église Saint-Julien d'Aleu                                                   |
| Église Saint-Roch d'Allières                                                 | Allières                    |                                    | 43° 02′ 10″ nord, 1° 21′ 55″ est |                | non |              | Image manquante Téléverser                                                   |
| Église Notre-Dame-de-l'Assomption d'Alos                                     | Alos                        |                                    | 42° 54′ 30″ nord, 1° 08′ 42″ est |                | non |              | Image manquante Téléverser                                                   |
| Église de l'Exaltation-de-la-Sainte-Croix d'Alzen                            | Alzen                       |                                    | 42° 59′ 10″ nord, 1° 28′ 21″ est |                | non |              | Église de l'Exaltation-de-la-Sainte-Croix d'Alzen                            |
| Église Saint-Martin d'Antras                                                 | Antras                      |                                    | 42° 52′ 59″ nord, 0° 56′ 33″ est |                | non |              | Église Saint-Martin d'Antras                                                 |
| Église Notre-Dame-de-l'Assomption d'Arabaux                                  | Arabaux                     |                                    | 42° 59′ 05″ nord, 1° 38′ 35″ est |                | non |              | Église Notre-Dame-de-l'Assomption d'Arabaux                                  |
| Église Saint-Pierre d'Argein                                                 | Argein                      |                                    | 42° 55′ 56″ nord, 0° 59′ 34″ est |                | non |              | Église Saint-Pierre d'Argein                                                 |
| Église Saint-Pierre d'Arignac                                                | Arignac                     |                                    | 42° 52′ 17″ nord, 1° 36′ 11″ est |                | non |              | Image manquante Téléverser                                                   |
| Église Saint-Pierre d'Arnave                                                 | Arnave                      |                                    | 42° 51′ 13″ nord, 1° 38′ 52″ est |                | non |              | Image manquante Téléverser                                                   |
| Église Saint-Michel d'Arrien-en-Bethmale                                     | Arrien-en-Bethmale          |                                    | 42° 53′ 49″ nord, 1° 02′ 29″ est |                | non |              | Église Saint-Michel d'Arrien-en-Bethmale                                     |
| Église Saint-Pierre d'Arrout                                                 | Arrout                      |                                    | 42° 56′ 41″ nord, 1° 01′ 40″ est |                | non |              | Église Saint-Pierre d'Arrout                                                 |
| Église Notre-Dame-de-l'Assomption d'Artigat                                  | Artigat                     |                                    | 43° 08′ 14″ nord, 1° 26′ 25″ est |                | non |              | Église Notre-Dame-de-l'Assomption d'Artigat                                  |
| Église de la Nativité-de-la-Vierge-Marie de Bajou                            | Artigat                     |                                    | 43° 10′ 02″ nord, 1° 27′ 17″ est |                | non |              | Image manquante Téléverser                                                   |
| Église Saint-Just d'Artigues                                                 | Artigues                    |                                    | 42° 43′ 04″ nord, 2° 04′ 07″ est |                | non |              | Église Saint-Just d'Artigues                                                 |
| Église Saint-Georges d'Artix                                                 | Artix                       |                                    | 43° 04′ 07″ nord, 1° 33′ 58″ est |                | non |              | Église Saint-Georges d'Artix                                                 |
| Église Saint-Vincent-et-Saint-Martial d'Arvigna                              | Arvigna                     |                                    | 43° 03′ 34″ nord, 1° 43′ 54″ est | « IA09000052 » | non |              | Église Saint-Vincent-et-Saint-Martial d'Arvigna                              |
| Église Saint-Simon-et-Saint-Jude d'Ascou                                     | Ascou                       |                                    | 42° 43′ 17″ nord, 1° 51′ 44″ est |                | non |              | Église Saint-Simon-et-Saint-Jude d'Ascou                                     |
| Église Saint-Pierre d'Aston                                                  | Aston                       |                                    | 42° 46′ 27″ nord, 1° 40′ 28″ est |                | non |              | Église Saint-Pierre d'Aston                                                  |
| Église Saint-Sabin d'Aucazein                                                | Aucazein                    |                                    | 42° 56′ 11″ nord, 0° 58′ 33″ est |                | non |              | Église Saint-Sabin d'Aucazein                                                |
| Église Notre-Dame-de-Tramesaygues                                            | Audressein                  |                                    | 42° 55′ 48″ nord, 1° 01′ 26″ est | « PA00093769 » | Classé MH                                                                                                  | 1990         | Église Notre-Dame-de-Tramesaygues                                            |
| Église Saint-Martin de Terrefète                                             | Augirein                    |                                    | 42° 55′ 51″ nord, 0° 55′ 15″ est |                | |              | Image manquante Téléverser                                                   |
| Église Saint-Laurent de Sinsat                                               | Aulos-Sinsat                |                                    | 42° 47′ 53″ nord, 1° 39′ 23″ est | « PA00093921 » | L'abside Inscrit MH                                                                                        | 1926         | Église Saint-Laurent de Sinsat                                               |
| Église Saint-Vincent d'Aulus-les-Bains                                       | Aulus-les-Bains             |                                    | 42° 47′ 32″ nord, 1° 20′ 20″ est |                | |              | Église Saint-Vincent d'Aulus-les-Bains                                       |
| Église Sainte-Anne d'Auzat                                                   | Auzat                       |                                    | 42° 46′ 00″ nord, 1° 28′ 44″ est |                | |              | Image manquante Téléverser                                                   |
| Église Saint-Jacques de Saleix                                               | Auzat                       |                                    | 42° 46′ 12″ nord, 1° 28′ 26″ est |                | |              | Image manquante Téléverser                                                   |
| Église Saint-Pierre-Saint-Paul d'Olbier                                      | Auzat                       |                                    | 42° 45′ 44″ nord, 1° 29′ 25″ est |                | |              | Image manquante Téléverser                                                   |
| Église Saint-Vincent d'Ax-les-Thermes                                        | Ax-les-Thermes              |                                    | 42° 43′ 14″ nord, 1° 50′ 23″ est |                | non |              | Église Saint-Vincent d'Ax-les-Thermes                                        |
| Église Saint-Julien d'Axiat                                                  | Axiat                       |                                    | 42° 46′ 57″ nord, 1° 45′ 28″ est | « PA00093771 » | Classé MH                                                                                                  | 1907         | Église Saint-Julien d'Axiat                                                  |
| Église de la Purification-de-Notre-Dame de Bagert                            | Bagert                      |                                    | 43° 04′ 43″ nord, 1° 04′ 50″ est |                | non |              | Église de la Purification-de-Notre-Dame de Bagert                            |
| Église Saint-Lizier de Balacet                                               | Balacet                     |                                    | 42° 52′ 59″ nord, 0° 58′ 52″ est |                | non |              | Église Saint-Lizier de Balacet                                               |
| Église Notre-Dame-de-l'Assomption d'Agert                                    | Balaguères                  |                                    | 42° 57′ 22″ nord, 1° 02′ 37″ est |                | non |              | Église Notre-Dame-de-l'Assomption d'Agert                                    |
| Église Saint-Pierre d'Alas                                                   | Balaguères                  |                                    | 42° 56′ 59″ nord, 1° 02′ 35″ est |                | non |              | Image manquante Téléverser                                                   |
| Église Saint-Vincent de Balagué                                              | Balaguères                  |                                    | 42° 58′ 01″ nord, 1° 01′ 02″ est |                | non |              | Église Saint-Vincent de Balagué                                              |
| Église Saints-Côme-et-Damien de Barjac                                       | Barjac                      |                                    | 43° 03′ 56″ nord, 1° 08′ 04″ est |                | non |              | Église Saints-Côme-et-Damien de Barjac                                       |
| Église Sainte-Madeleine de Baulou                                            | Baulou                      |                                    | 43° 00′ 45″ nord, 1° 32′ 15″ est |                | non |              | Église Sainte-Madeleine de Baulou                                            |
| Église Saint-Martin de Bédeilhac                                             | Bédeilhac-et-Aynat          |                                    | 42° 52′ 20″ nord, 1° 33′ 49″ est |                | non |              | Image manquante Téléverser                                                   |
| Église Saint-Michel de Bédeille                                              | Bédeille                    |                                    | 43° 05′ 16″ nord, 1° 06′ 14″ est |                | non |              | Église Saint-Michel de Bédeille                                              |
| Église Saint-Blaise de Bélesta                                               | Bélesta                     |                                    | 42° 54′ 12″ nord, 1° 56′ 07″ est |                | non |              | Image manquante Téléverser                                                   |
| Église de l'Exaltation-de-la-Sainte-Croix de Belloc                          | Belloc                      |                                    | 43° 00′ 48″ nord, 1° 55′ 55″ est |                | non |              | Église de l'Exaltation-de-la-Sainte-Croix de Belloc                          |
| Église Notre-Dame de Bénac                                                   | Bénac                       |                                    | 42° 57′ 16″ nord, 1° 31′ 55″ est | « PA00093776 » | Inscrit MH                                                                                                 | 1957         | Église Notre-Dame de Bénac                                                   |
| Église Saint-Joseph de Benagues                                              | Benagues                    |                                    | 43° 04′ 38″ nord, 1° 36′ 36″ est | « IA09000053 » | non |              | Image manquante Téléverser                                                   |
| Église Sainte-Foy de Bénaix                                                  | Bénaix                      |                                    | 42° 54′ 25″ nord, 1° 51′ 33″ est |                | non |              | Image manquante Téléverser                                                   |
| Église Notre-Dame-de-l'Assomption de Besset                                  | Besset                      |                                    | 43° 04′ 42″ nord, 1° 50′ 08″ est |                | non |              | Église Notre-Dame-de-l'Assomption de Besset                                  |
| Église Saint-Ferréol de Betchat                                              | Betchat                     |                                    | 43° 05′ 24″ nord, 1° 00′ 56″ est |                | non |              | Église Saint-Ferréol de Betchat                                              |
| Église Sainte-Luce de Belloc                                                 | Betchat                     | Belloc                             | 43° 05′ 38″ nord, 1° 02′ 38″ est |                | non |              | Image manquante Téléverser                                                   |
| Église Saint-Michel d'Ayet                                                   | Bethmale                    |                                    | 42° 53′ 13″ nord, 1° 03′ 36″ est | « PA00093777 » | Inscrit MH                                                                                                 | 1950         | Église Saint-Michel d'Ayet                                                   |
| Église Saint-Pierre-aux-Liens de Gaillac                                     | Bézac                       |                                    | 43° 09′ 13″ nord, 1° 35′ 20″ est | « IA09000054 » | non |              | Image manquante Téléverser                                                   |
| Église Saint-Barthélemy de Biert                                             | Biert                       |                                    | 42° 53′ 54″ nord, 1° 18′ 53″ est |                | non |              | Église Saint-Barthélemy de Biert                                             |
| Église Saint-Saturnin de Mourès                                              | Biert                       |                                    | 42° 52′ 51″ nord, 1° 18′ 26″ est |                | non |              | Image manquante Téléverser                                                   |
| Église Saint-Jean-Baptiste de Bompas                                         | Bompas                      |                                    | 42° 51′ 52″ nord, 1° 37′ 05″ est |                | non |              | Image manquante Téléverser                                                   |
| Église de la Décollation-de-Saint-Jean-Baptiste de Bonac                     | Bonac-Irazein               |                                    | 42° 52′ 37″ nord, 0° 58′ 26″ est |                | non |              | Église de la Décollation-de-Saint-Jean-Baptiste de Bonac                     |
| Église Saint-Michel d'Irazein                                                | Bonac-Irazein               |                                    | 42° 53′ 04″ nord, 0° 57′ 59″ est |                | non |              | Image manquante Téléverser                                                   |
| Église Saint-Pierre de Bonnac                                                | Bonnac                      |                                    | 43° 10′ 00″ nord, 1° 35′ 30″ est |                | non |              | Église Saint-Pierre de Bonnac                                                |
| Église Notre-Dame d'Ourjout                                                  | Bordes-Uchentein            |                                    | 42° 54′ 08″ nord, 1° 01′ 43″ est | « PA00093779 » | Classé MH                                                                                                  | 1910         | Église Notre-Dame d'Ourjout                                                  |
| Église Saint-Étienne d'Uchentein                                             | Bordes-Uchentein            |                                    | 42° 54′ 08″ nord, 1° 00′ 03″ est | « PA00093955 » | Classé MH                                                                                                  | 1995         | Église Saint-Étienne d'Uchentein                                             |
| Église Saint-Germier des Bordes-sur-Lez                                      | Bordes-Uchentein            |                                    | 42° 53′ 55″ nord, 1° 01′ 49″ est |                | non |              | Image manquante Téléverser                                                   |
| Église Saint-Jean-Baptiste d'Idrein                                          | Bordes-Uchentein            |                                    | 42° 54′ 15″ nord, 1° 02′ 05″ est |                | non |              | Image manquante Téléverser                                                   |
| Église Notre-Dame-de-l'Assomption de Bouan                                   | Bouan                       |                                    | 42° 47′ 59″ nord, 1° 38′ 53″ est |                | non |              | Image manquante Téléverser                                                   |
| Église Saint-Louis de Jacoy                                                  | Boussenac                   |                                    | 42° 54′ 22″ nord, 1° 24′ 24″ est |                | non |              | Image manquante Téléverser                                                   |
| Église Saint-Louis de Rieuprégon                                             | Boussenac                   |                                    | 42° 54′ 22″ nord, 1° 24′ 24″ est |                | non |              | Image manquante Téléverser                                                   |
| Église Saint-Étienne de Brassac                                              | Brassac                     |                                    | 42° 56′ 57″ nord, 1° 32′ 20″ est |                | non |              | Église Saint-Étienne de Brassac                                              |
| Église Saint-Raymond de Brie                                                 | Brie                        |                                    | 43° 12′ 19″ nord, 1° 31′ 16″ est |                | non |              | Image manquante Téléverser                                                   |
| Église Saint-Joseph de Burret                                                | Burret                      |                                    | 42° 57′ 13″ nord, 1° 28′ 51″ est |                | non |              | Église Saint-Joseph de Burret                                                |
| Église Notre-Dame-de-l'Assomption de Buzan                                   | Buzan                       |                                    | 42° 56′ 33″ nord, 0° 57′ 49″ est |                | non |              | Image manquante Téléverser                                                   |
| Église Notre-Dame-de-l'Assomption de Cadarcet                                | Cadarcet                    |                                    | 43° 00′ 40″ nord, 1° 29′ 51″ est |                | non |              | Image manquante Téléverser                                                   |
| Église Saint-Jean-Baptiste de Calzan                                         | Calzan                      |                                    | 43° 02′ 22″ nord, 1° 44′ 15″ est |                | non |              | Image manquante Téléverser                                                   |
| Église Saint-Jean-Baptiste de Camarade                                       | Camarade                    |                                    | 43° 05′ 09″ nord, 1° 17′ 11″ est |                | non |              | Église Saint-Jean-Baptiste de Camarade                                       |
| Abbatiale de la Nativité-de-la-Vierge de Camon                               | Camon                       |                                    | 43° 01′ 20″ nord, 1° 58′ 04″ est | « IA09004022 » | Inscrit MH                                                                                                 | 1964 - 1994  | Abbatiale de la Nativité-de-la-Vierge de Camon                               |
| Église Sainte-Marie-Madeleine de Campagne-sur-Arize                          | Campagne-sur-Arize          |                                    | 43° 07′ 33″ nord, 1° 20′ 20″ est |                | non |              | Image manquante Téléverser                                                   |
| Église Saint-Eutrope de Canté                                                | Canté                       |                                    | 43° 15′ 17″ nord, 1° 31′ 54″ est |                | non |              | Image manquante Téléverser                                                   |
| Église Saint-Pantaléon de Capoulet                                           | Capoulet-et-Junac           |                                    | 42° 47′ 43″ nord, 1° 35′ 07″ est |                | non |              | Église Saint-Pantaléon de Capoulet                                           |
| Église Saint-Julien de Junac                                                 | Capoulet-et-Junac           |                                    | 42° 47′ 42″ nord, 1° 34′ 41″ est |                | non |              | Image manquante Téléverser                                                   |
| Église Saint-Charles-Borromée de Carcanières                                 | Carcanières                 |                                    | 42° 42′ 51″ nord, 2° 06′ 28″ est |                | non |              | Image manquante Téléverser                                                   |
| Église Notre-Dame de Carla-Bayle                                             | Carla-Bayle                 |                                    | 43° 09′ 03″ nord, 1° 23′ 34″ est |                | non |              | Église Notre-Dame de Carla-Bayle                                             |
| Église Notre-Dame-de-l'Assomption de Carla-de-Roquefort                      | Carla-de-Roquefort          |                                    | 42° 58′ 26″ nord, 1° 46′ 07″ est |                | non |              | Image manquante Téléverser                                                   |
| Église Saint-Michel de Castelnau-Durban                                      | Castelnau-Durban            |                                    | 43° 00′ 01″ nord, 1° 20′ 22″ est |                | non |              | Église Saint-Michel de Castelnau-Durban                                      |
| Église Saint-Martin de Castéras                                              | Castéras                    |                                    | 43° 07′ 52″ nord, 1° 24′ 08″ est |                | non |              | Image manquante Téléverser                                                   |
| Église Saint-Pierre de Castex                                                | Castex                      |                                    | 43° 09′ 58″ nord, 1° 18′ 48″ est |                | non |              | Église Saint-Pierre de Castex                                                |
| Église Saint-Pierre de Castillon-en-Couserans                                | Castillon-en-Couserans      |                                    | 42° 55′ 13″ nord, 1° 02′ 02″ est | « PA00093782 » | Classé MH                                                                                                  | 1906         | Église Saint-Pierre de Castillon-en-Couserans                                |
| Église Saint-Barthélemy de Castillon-en-Couserans                            | Castillon-en-Couserans      |                                    | 42° 55′ 16″ nord, 1° 02′ 06″ est | « PA09000039 » | Inscrit MH                                                                                                 | 2023         | Image manquante Téléverser                                                   |
| Église Saint-Barthélémy de Caumont                                           | Caumont                     |                                    | 43° 01′ 49″ nord, 1° 05′ 06″ est | « PA00093783 » | Inscrit MH                                                                                                 | 1978         | Église Saint-Barthélémy de Caumont                                           |
| Église Saint-Jean Baptiste de Caussou                                        | Caussou                     |                                    | 42° 46′ 07″ nord, 1° 48′ 17″ est |                | non |              | Église Saint-Jean Baptiste de Caussou                                        |
| Église de la Nativité-de-Notre-Dame de Caychax                               | Caychax                     |                                    | 42° 47′ 35″ nord, 1° 43′ 08″ est |                | non |              | Église de la Nativité-de-Notre-Dame de Caychax                               |
| Église Saint-Saturnin de Cazals-des-Baylès                                   | Cazals-des-Baylès           |                                    | 43° 05′ 16″ nord, 1° 56′ 52″ est |                | non |              | Image manquante Téléverser                                                   |
| Église Saint-Pierre-aux-Liens de Cazaux                                      | Cazaux                      |                                    | 43° 03′ 08″ nord, 1° 30′ 35″ est |                | non |              | Image manquante Téléverser                                                   |
| Église Saint-Michel de Cazavet                                               | Cazavet                     |                                    | 43° 00′ 07″ nord, 1° 02′ 36″ est |                | non |              | Image manquante Téléverser                                                   |
| Église Saint-Jacques de Cazenave                                             | Cazenave-Serres-et-Allens   |                                    | 42° 50′ 26″ nord, 1° 40′ 14″ est |                | non |              | Église Saint-Jacques de Cazenave                                             |
| Église Saint-Michel de Celles                                                | Celles                      |                                    | 42° 54′ 59″ nord, 1° 41′ 08″ est |                | non |              | Image manquante Téléverser                                                   |
| Église Saint-Blaise de Cérizols                                              | Cérizols                    |                                    | 43° 07′ 43″ nord, 1° 03′ 41″ est |                | non |              | Église Saint-Blaise de Cérizols                                              |
| Église Saint-Genez de Cescau                                                 | Cescau                      |                                    | 42° 55′ 52″ nord, 1° 02′ 20″ est |                | non |              | Église Saint-Genez de Cescau                                                 |
| Église de la Conversion-de-Saint-Paul de La Grausse                          | Clermont                    |                                    | 43° 01′ 57″ nord, 1° 17′ 56″ est |                | non |              | Image manquante Téléverser                                                   |
| Église Saint-Blaise de Contrazy                                              | Contrazy                    |                                    | 43° 03′ 34″ nord, 1° 12′ 50″ est |                | non |              | Église Saint-Blaise de Contrazy                                              |
| Église Notre-Dame de Salau                                                   | Couflens                    |                                    | 42° 45′ 30″ nord, 1° 11′ 21″ est | « PA00093784 » | Classé MH                                                                                                  | 1911         | Église Notre-Dame de Salau                                                   |
| Église Saint-Lizier de Couflens                                              | Couflens                    |                                    | 42° 47′ 16″ nord, 1° 11′ 11″ est |                | non |              | Image manquante Téléverser                                                   |
| Église Saint-Antoine de Coussa                                               | Coussa                      |                                    | 43° 03′ 48″ nord, 1° 40′ 51″ est |                | non |              | Église Saint-Antoine de Coussa                                               |
| Église Saint-Martin de Coutens                                               | Coutens                     |                                    | 43° 04′ 32″ nord, 1° 49′ 28″ est |                | non |              | Image manquante Téléverser                                                   |
| Église Saint-Pierre de Crampagna                                             | Crampagna                   |                                    | 43° 01′ 44″ nord, 1° 36′ 24″ est |                | non |              | Image manquante Téléverser                                                   |
| Église Saint-André de Dalou                                                  | Dalou                       |                                    | 43° 02′ 01″ nord, 1° 38′ 33″ est |                | non |              | Image manquante Téléverser                                                   |
| Église Saint-Sernin de Daumazan-sur-Arize                                    | Daumazan-sur-Arize          |                                    | 43° 08′ 40″ nord, 1° 18′ 27″ est | « PA00093787 » | Classé MH (Abside et clocher) et Inscrit MH (Nef)                                                          | 1907 et 1987 | Église Saint-Sernin de Daumazan-sur-Arize                                    |
| Église de la Nativité-de-Notre-Dame-de-Peyre-Pertuse de Dreuilhe             | Dreuilhe                    |                                    | 42° 56′ 49″ nord, 1° 51′ 37″ est |                | non |              | Image manquante Téléverser                                                   |
| Église Saint-Michel de Dun                                                   | Dun                         |                                    | 43° 01′ 41″ nord, 1° 47′ 56″ est |                | non |              | Église Saint-Michel de Dun                                                   |
| Église Saint-Martin d'Engraviès                                              | Dun                         |                                    | 43° 02′ 26″ nord, 1° 46′ 39″ est |                | non |              | Église Saint-Martin d'Engraviès                                              |
| Église Saint-Pierre-et-Saint-Paul de Senesse de Senabugue                    | Dun                         |                                    | 43° 02′ 51″ nord, 1° 49′ 39″ est |                | non |              | Église Saint-Pierre-et-Saint-Paul de Senesse de Senabugue                    |
| Église Saint-Barthélemy de Ponlat                                            | Durban-sur-Arize            | Hameau de Ponlat                   | 43° 01′ 17″ nord, 1° 20′ 37″ est |                | non |              | Église Saint-Barthélemy de Ponlat                                            |
| Église Notre-Dame-de-l'Assomption de Durfort                                 | Durfort                     |                                    | 43° 12′ 22″ nord, 1° 27′ 28″ est |                | non |              | Image manquante Téléverser                                                   |
| Église Saint-Michel d'Engomer                                                | Engomer                     |                                    | 42° 56′ 29″ nord, 1° 03′ 18″ est | « PA00135430 » | Inscrit MH                                                                                                 | 1995         | Église Saint-Michel d'Engomer                                                |
| Église Saint-Saturnin d'Engomer                                              | Engomer                     |                                    | 42° 56′ 48″ nord, 1° 03′ 35″ est |                | non |              | Image manquante Téléverser                                                   |
| Église Notre-Dame-de-l'Assomption d'Ercé                                     | Ercé                        |                                    | 42° 51′ 00″ nord, 1° 17′ 22″ est | « PA00093790 » | Inscrit MH                                                                                                 | 1964         | Église Notre-Dame-de-l'Assomption d'Ercé                                     |
| Église de Cominac                                                            | Ercé                        |                                    | 42° 51′ 57″ nord, 1° 15′ 52″ est |                | non |              | Église de Cominac                                                            |
| Église de Labouche des Jammets                                               | Ercé                        |                                    | 42° 48′ 41″ nord, 1° 18′ 54″ est |                | non |              | Image manquante Téléverser                                                   |
| Église de la Nativité-de-la-Sainte-Vierge d'Escosse                          | Escosse                     |                                    | 43° 07′ 25″ nord, 1° 32′ 59″ est | « IA09000057 » | non |              | Église de la Nativité-de-la-Sainte-Vierge d'Escosse                          |
| Église Saint-Étienne d'Esplas                                                | Esplas                      |                                    | 43° 11′ 18″ nord, 1° 30′ 00″ est | « IA09000058 » | non |              | Image manquante Téléverser                                                   |
| Église Sainte-Madeleine d'Esplas-de-Sérou                                    | Esplas-de-Sérou             |                                    | 42° 58′ 31″ nord, 1° 22′ 36″ est |                | non |              | Image manquante Téléverser                                                   |
| Église Saint-Jean-Baptiste de Eycheil                                        | Eycheil                     |                                    | 42° 57′ 58″ nord, 1° 09′ 33″ est | « PA00093791 » | Inscrit MH                                                                                                 | 1964         | Église Saint-Jean-Baptiste de Eycheil                                        |
| Église Notre-Dame-de-l'Assomption de Fabas                                   | Fabas                       |                                    | 43° 06′ 28″ nord, 1° 06′ 19″ est | « PA00093792 » | Inscrit MH Clocher-mur et portail                                                                          | 1950         | Église Notre-Dame-de-l'Assomption de Fabas                                   |
| Église Sainte-Eulalie de Ferrières-sur-Ariège                                | Ferrières-sur-Ariège        |                                    | 42° 56′ 17″ nord, 1° 36′ 55″ est |                | non |              | Image manquante Téléverser                                                   |
| Abbatiale Saint-Volusien de Foix                                             | Foix                        |                                    | 42° 58′ 01″ nord, 1° 36′ 23″ est | « PA00093794 » | Classé MH                                                                                                  | 1964         | Abbatiale Saint-Volusien de Foix                                             |
| Église Saint-Antoine de Fornex                                               | Fornex                      |                                    | 43° 10′ 11″ nord, 1° 15′ 03″ est |                | non |              | Église Saint-Antoine de Fornex                                               |
| Église Saint-Joseph de Barrineuf                                             | Fougax-et-Barrineuf         |                                    | 42° 52′ 44″ nord, 1° 53′ 29″ est |                | non |              | Image manquante Téléverser                                                   |
| Église Saint-Michel de Fougax                                                | Fougax-et-Barrineuf         |                                    | 42° 53′ 09″ nord, 1° 53′ 57″ est |                | non |              | Image manquante Téléverser                                                   |
| Église Notre-Dame-de-l'Assomption de Freychenet                              | Freychenet                  |                                    | 42° 54′ 29″ nord, 1° 43′ 07″ est |                | non |              | Image manquante Téléverser                                                   |
| Église Saint-Joseph du Gabachou                                              | Freychenet                  |                                    | 42° 54′ 07″ nord, 1° 44′ 16″ est |                | non |              | Image manquante Téléverser                                                   |
| Église Saint-Laurent de Gabre                                                | Gabre                       |                                    | 43° 04′ 29″ nord, 1° 24′ 59″ est | « PA00135431 » | Inscrit MH Clocher et porche                                                                               | 1995         | Église Saint-Laurent de Gabre                                                |
| Église Saint-Jean-Baptiste de Raufast                                        | Gabre                       |                                    | 43° 01′ 47″ nord, 1° 07′ 34″ est |                | non |              | Image manquante Téléverser                                                   |
| Église Saint-Pierre de Galey                                                 | Galey                       |                                    | 42° 56′ 10″ nord, 0° 54′ 53″ est | « PA09000001 » | Inscrit MH                                                                                                 | 1996         | Église Saint-Pierre de Galey                                                 |
| Église Saint-Jean-Baptiste de Ganac                                          | Ganac                       |                                    | 42° 56′ 50″ nord, 1° 33′ 50″ est |                | non |              | Église Saint-Jean-Baptiste de Ganac                                          |
| Église Saint-André de Garanou                                                | Garanou                     |                                    | 42° 46′ 09″ nord, 1° 44′ 59″ est |                | non |              | Église Saint-André de Garanou                                                |
| Église Notre-Dame-de-l'Assomption de Gaudiès                                 | Gaudiès                     |                                    | 43° 10′ 31″ nord, 1° 43′ 53″ est | « IA09000059 » | non |              | Église Notre-Dame-de-l'Assomption de Gaudiès                                 |
| Église Saint-Pierre de Génat                                                 | Génat                       |                                    | 42° 49′ 22″ nord, 1° 34′ 21″ est |                | non |              | Église Saint-Pierre de Génat                                                 |
| Église Saint-Nicolas de Gestiès                                              | Gestiès                     |                                    | 42° 46′ 00″ nord, 1° 34′ 24″ est |                | non |              | Église Saint-Nicolas de Gestiès                                              |
| Église de la Sainte-Trinité de Gourbit                                       | Gourbit                     |                                    | 42° 50′ 37″ nord, 1° 31′ 53″ est |                | non |              | Église de la Sainte-Trinité de Gourbit                                       |
| Église Saint-Pierre-aux-Liens de Gudas                                       | Gudas                       |                                    | 43° 00′ 36″ nord, 1° 40′ 28″ est |                | non |              | Image manquante Téléverser                                                   |
| Église Saint-Barthélemy d'Ignaux                                             | Ignaux                      |                                    | 42° 43′ 55″ nord, 1° 50′ 24″ est |                | non |              | Église Saint-Barthélemy d'Ignaux                                             |
| Église Saint-Pierre d'Ilhat                                                  | Ilhat                       |                                    | 42° 57′ 21″ nord, 1° 47′ 14″ est |                | non |              | Image manquante Téléverser                                                   |
| Église Saint-Germier d'Illartein                                             | Illartein                   |                                    | 42° 56′ 13″ nord, 0° 58′ 00″ est |                | non |              | Image manquante Téléverser                                                   |
| Église Saint-Orens d'Illier-et-Laramade                                      | Illier-et-Laramade          |                                    | 42° 47′ 14″ nord, 1° 32′ 23″ est |                | non |              | Image manquante Téléverser                                                   |
| Église Saint-Pierre de Justiniac                                             | Justiniac                   |                                    | 43° 12′ 29″ nord, 1° 29′ 27″ est |                | non |              | Image manquante Téléverser                                                   |
| Église de la Nativité-de-la-Vierge-Marie de L'Aiguillon                      | L'Aiguillon                 |                                    | 42° 55′ 02″ nord, 1° 54′ 04″ est |                | non |              | Église de la Nativité-de-la-Vierge-Marie de L'Aiguillon                      |
| Église Saint-Barthélemy de L'Herm                                            | L'Herm                      |                                    | 42° 58′ 19″ nord, 1° 41′ 10″ est |                | non |              | Image manquante Téléverser                                                   |
| Église Sainte-Suzanne de L'Hospitalet-près-l'Andorre                         | L'Hospitalet-près-l'Andorre |                                    | 42° 35′ 28″ nord, 1° 46′ 42″ est |                | non |              | Église Sainte-Suzanne de L'Hospitalet-près-l'Andorre                         |
| Église Saint-André de La Bastide-de-Besplas                                  | La Bastide-de-Besplas       |                                    | 43° 09′ 49″ nord, 1° 16′ 27″ est |                | non |              | Image manquante Téléverser                                                   |
| Église Saint-André de La Bastide-de-Bousignac                                | La Bastide-de-Bousignac     |                                    | 43° 03′ 15″ nord, 1° 53′ 09″ est | « PA00093773 » | Inscrit MH Mur-clocher                                                                                     | 1964         | Église Saint-André de La Bastide-de-Bousignac                                |
| Église Saint-Étienne de La Bastide-de-Lordat                                 | La Bastide-de-Lordat        |                                    | 43° 08′ 40″ nord, 1° 42′ 48″ est | « IA09000003 » | non |              | Image manquante Téléverser                                                   |
| Église Notre-Dame-de-la-Nativité d'Unjat                                     | La Bastide-de-Sérou         |                                    | 43° 01′ 15″ nord, 1° 27′ 44″ est | « PA00093951 » | Inscrit MH                                                                                                 | 1992         | Image manquante Téléverser                                                   |
| Église de la Nativité-de-la-Vierge-Marie de Brouzenac                        | La Bastide-de-Sérou         |                                    | 43° 01′ 25″ nord, 1° 23′ 14″ est |                | non |              | Image manquante Téléverser                                                   |
| Église Saint-Jean-Baptiste de La Bastide-de-Sérou                            | La Bastide-de-Sérou         |                                    | 43° 00′ 46″ nord, 1° 25′ 39″ est |                | non |              | Église Saint-Jean-Baptiste de La Bastide-de-Sérou                            |
| Église Saint-Pierre-aux-Liens d'Aron                                         | La Bastide-de-Sérou         |                                    | 43° 02′ 03″ nord, 1° 25′ 15″ est |                | non |              | Image manquante Téléverser                                                   |
| Église Notre-Dame-de-l'Assomption de Vic-de-Sérou                            | La Bastide-de-Sérou         |                                    | 43° 01′ 00″ nord, 1° 23′ 11″ est |                | non |              | Image manquante Téléverser                                                   |
| Église Saint-Ferréol de La Bastide-du-Salat                                  | La Bastide-du-Salat         |                                    | 43° 03′ 23″ nord, 0° 59′ 13″ est |                | non |              | Image manquante Téléverser                                                   |
| Église Notre-Dame-de-l'Assomption de La Bastide-sur-l'Hers                   | La Bastide-sur-l'Hers       |                                    | 42° 57′ 21″ nord, 1° 54′ 30″ est |                | non |              | Image manquante Téléverser                                                   |
| Église Saint-Paul de La Tour-du-Crieu                                        | La Tour-du-Crieu            |                                    | 43° 06′ 12″ nord, 1° 39′ 12″ est | « IA09000051 » | non |              | Église Saint-Paul de La Tour-du-Crieu                                        |
| Église Saint-Martin de Labatut                                               | Labatut                     |                                    | 43° 15′ 43″ nord, 1° 31′ 01″ est |                | non |              | Image manquante Téléverser                                                   |
| Église Saint-Michel de Lacave                                                | Lacave                      |                                    | 43° 02′ 25″ nord, 0° 59′ 48″ est |                | non |              | Image manquante Téléverser                                                   |
| Église Saint-Pierre-aux-Liens de Lacourt                                     | Lacourt                     |                                    | 42° 56′ 41″ nord, 1° 10′ 27″ est |                | non |              | Église Saint-Pierre-aux-Liens de Lacourt                                     |
| Église de la Nativité-de-la-Vierge de Lagarde                                | Lagarde                     |                                    | 43° 02′ 58″ nord, 1° 56′ 07″ est |                | non |              | Église de la Nativité-de-la-Vierge de Lagarde                                |
| Église Sainte-Julitte de Lanoux                                              | Lanoux                      |                                    | 43° 07′ 06″ nord, 1° 25′ 10″ est |                | non |              | Église Sainte-Julitte de Lanoux                                              |
| Église Saint-Paul de Lapège                                                  | Lapège                      |                                    | 42° 47′ 58″ nord, 1° 34′ 19″ est |                | non |              | Église Saint-Paul de Lapège                                                  |
| Église Saint-Jean-Baptiste de Lapenne                                        | Lapenne                     |                                    | 43° 08′ 46″ nord, 1° 45′ 01″ est | « PA00093801 » | Classé MH                                                                                                  | 1921         | Église Saint-Jean-Baptiste de Lapenne                                        |
| Église Saint-Vincent de Larbont                                              | Larbont                     |                                    | 42° 59′ 30″ nord, 1° 23′ 52″ est |                | non |              | Image manquante Téléverser                                                   |
| Église Saint-Jean-Baptiste de Larcat                                         | Larcat                      |                                    | 42° 46′ 44″ nord, 1° 39′ 44″ est |                | non |              | Église Saint-Jean-Baptiste de Larcat                                         |
| Église Saint-Martin de Larnat                                                | Larnat                      |                                    | 42° 48′ 01″ nord, 1° 37′ 53″ est |                | non |              | Image manquante Téléverser                                                   |
| Église du Saint-Sacrement de Laroque-d'Olmes                                 | Laroque-d'Olmes             |                                    | 42° 58′ 15″ nord, 1° 52′ 26″ est | « PA00093802 » | Inscrit MH                                                                                                 | 2001         | Église du Saint-Sacrement de Laroque-d'Olmes                                 |
| Église Saint-Martin de Lasserre                                              | Lasserre                    |                                    | 43° 04′ 15″ nord, 1° 10′ 15″ est |                | non |              | Église Saint-Martin de Lasserre                                              |
| Église Saint-Vincent de Lassur                                               | Lassur                      |                                    | 42° 46′ 10″ nord, 1° 44′ 09″ est |                | non |              | Image manquante Téléverser                                                   |
| Église Notre-Dame-de-l'Assomption de Lavelanet                               | Lavelanet                   |                                    | 42° 56′ 06″ nord, 1° 51′ 03″ est | « IA09005202 » | non |              | Église Notre-Dame-de-l'Assomption de Lavelanet                               |
| Église de la Décollation-de-Saint-Jean-Baptiste de La Cabirole               | Le Bosc                     |                                    | 42° 56′ 47″ nord, 1° 27′ 31″ est |                | non |              | Image manquante Téléverser                                                   |
| Église Saint-Saturnin du Carlaret                                            | Le Carlaret                 |                                    | 43° 07′ 42″ nord, 1° 42′ 38″ est | « IA09000055 » | non |              | Église Saint-Saturnin du Carlaret                                            |
| Église Saint-Barthélemy du Fossat                                            | Le Fossat                   |                                    | 43° 10′ 29″ nord, 1° 24′ 28″ est | « PA00093797 » | Inscrit MH Façade fortifiée                                                                                | 1926         | Église Saint-Barthélemy du Fossat                                            |
| Église Saint-Étienne du Mas-d'Azil                                           | Le Mas-d'Azil               |                                    | 43° 04′ 48″ nord, 1° 21′ 38″ est | « PA00093816 » | Inscrit MH Clocher                                                                                         | 1950         | Église Saint-Étienne du Mas-d'Azil                                           |
| Église Saint-André du Peyrat                                                 | Le Peyrat                   |                                    | 42° 57′ 23″ nord, 1° 55′ 16″ est |                | non |              | Image manquante Téléverser                                                   |
| Église de l'Assomption du Pla                                                | Le Pla                      |                                    | 42° 42′ 55″ nord, 2° 04′ 47″ est |                | non |              | Image manquante Téléverser                                                   |
| Église Saint-Pierre du Port                                                  | Le Port                     |                                    | 42° 52′ 06″ nord, 1° 22′ 21″ est |                | non |              | Image manquante Téléverser                                                   |
| Église Saint-Mathieu du Puch                                                 | Le Puch                     |                                    | 42° 43′ 04″ nord, 2° 06′ 02″ est |                | non |              | Église Saint-Mathieu du Puch                                                 |
| Église Sainte-Madeleine du Vernet                                            | Le Vernet                   |                                    | 43° 11′ 07″ nord, 1° 36′ 07″ est | « IA09000002 » | non |              | Image manquante Téléverser                                                   |
| Église de la Fête-Dieu de Léran                                              | Léran                       |                                    | 42° 59′ 20″ nord, 1° 54′ 31″ est |                | non |              | Image manquante Téléverser                                                   |
| Église Saint-Martin de Lercoul                                               | Lercoul                     |                                    | 42° 46′ 14″ nord, 1° 32′ 47″ est |                | non |              | Église Saint-Martin de Lercoul                                               |
| Église Saint-Jacques des Bordes-sur-Arize                                    | Les Bordes-sur-Arize        |                                    | 43° 06′ 20″ nord, 1° 22′ 10″ est |                | non |              | Image manquante Téléverser                                                   |
| Église Saint-Martial des Cabannes                                            | Les Cabannes                |                                    | 42° 47′ 05″ nord, 1° 41′ 23″ est |                | non |              | Église Saint-Martial des Cabannes                                            |
| Église Sainte-Colombe des Issards                                            | Les Issards                 |                                    | 43° 04′ 44″ nord, 1° 44′ 08″ est | « IA09000060 » | non |              | Église Sainte-Colombe des Issards                                            |
| Église Saint-Blaise des Pujols                                               | Les Pujols                  |                                    | 43° 05′ 18″ nord, 1° 43′ 08″ est | « PA00093901 » | Inscrit MH Façade occidentale ; portail méridional                                                         | 1925         | Église Saint-Blaise des Pujols                                               |
| Église Saint-Abdon de Lescousse                                              | Lescousse                   |                                    | 43° 09′ 12″ nord, 1° 30′ 46″ est |                | non |              | Église Saint-Abdon de Lescousse                                              |
| Église Notre-Dame de Noguès                                                  | Lescure                     |                                    | 43° 00′ 19″ nord, 1° 15′ 07″ est | « PA09000025 » | Inscrit MH                                                                                                 | 2012         | Église Notre-Dame de Noguès                                                  |
| Église de la Nativité-de-Notre-Dame de Lescure                               | Lescure                     |                                    | 43° 00′ 04″ nord, 1° 14′ 27″ est |                | non |              | Image manquante Téléverser                                                   |
| Église Saint-Jean-Baptiste de Saint-Jean                                     | Lescure                     |                                    | 43° 00′ 25″ nord, 1° 13′ 37″ est |                | non |              | Image manquante Téléverser                                                   |
| Église Saint-Martin de Vilhac de Lesparrou                                   | Lesparrou                   |                                    | 42° 55′ 36″ nord, 1° 57′ 32″ est |                | non |              | Image manquante Téléverser                                                   |
| Église Saint-Jean-Baptiste de Lesparrou                                      | Lesparrou                   |                                    | 42° 55′ 51″ nord, 1° 54′ 13″ est |                | non |              | Image manquante Téléverser                                                   |
| Église Sainte-Anne de Leychert                                               | Leychert                    |                                    | 42° 56′ 41″ nord, 1° 43′ 42″ est | « PA00135433 » | Inscrit MH Église (à l'exception des peintures à l'intérieur)                                              | 1995         | Église Sainte-Anne de Leychert                                               |
| Église Saint-Jean-Baptiste de Lézat-sur-Lèze                                 | Lézat-sur-Lèze              |                                    | 43° 16′ 31″ nord, 1° 20′ 45″ est | « PA00093807 » | Classé MH                                                                                                  | 1986         | Église Saint-Jean-Baptiste de Lézat-sur-Lèze                                 |
| Église de Villaret                                                           | Lézat-sur-Lèze              |                                    | 43° 14′ 54″ nord, 1° 20′ 43″ est |                | non |              | Image manquante Téléverser                                                   |
| Église Saint-Pierre de Lieurac                                               | Lieurac                     |                                    | 42° 58′ 57″ nord, 1° 47′ 19″ est |                | non |              | Église Saint-Pierre de Lieurac                                               |
| Église Saint-Romain de Limbrassac                                            | Limbrassac                  |                                    | 43° 01′ 01″ nord, 1° 50′ 36″ est |                | non |              | Église Saint-Romain de Limbrassac                                            |
| Église Saint-Jean de Lissac                                                  | Lissac                      |                                    | 43° 16′ 09″ nord, 1° 30′ 46″ est |                | non |              | Église Saint-Jean de Lissac                                                  |
| Église Notre-Dame-de-l'Assomption de Lordat                                  | Lordat                      |                                    | 42° 46′ 33″ nord, 1° 45′ 05″ est |                | non |              | Église Notre-Dame-de-l'Assomption de Lordat                                  |
| Église Saint-Michel de Sentaraille                                           | Lorp-Sentaraille            |                                    | 43° 01′ 40″ nord, 1° 06′ 20″ est |                | non |              | Image manquante Téléverser                                                   |
| Église Saint-Lizier de Lorp                                                  | Lorp-Sentaraille            |                                    | 43° 00′ 34″ nord, 1° 07′ 08″ est |                | non |              | Église Saint-Lizier de Lorp                                                  |
| Église Saint-Pierre de Loubaut                                               | Loubaut                     |                                    | 43° 11′ 20″ nord, 1° 17′ 04″ est |                | non |              | Image manquante Téléverser                                                   |
| Église de la Sainte-Trinité de Loubens                                       | Loubens                     |                                    | 43° 02′ 43″ nord, 1° 32′ 50″ est | « PA00093810 » | Inscrit MH                                                                                                 | 1964         | Église de la Sainte-Trinité de Loubens                                       |
| Église Sainte-Catherine de Luzenac                                           | Luzenac                     |                                    | 42° 45′ 45″ nord, 1° 45′ 45″ est |                | non |              | Église Sainte-Catherine de Luzenac                                           |
| Église Saint-André de Madière                                                | Madière                     |                                    | 43° 06′ 21″ nord, 1° 30′ 54″ est | « IA09000061 » | non |              | Église Saint-André de Madière                                                |
| Église de la Nativité-de-la-Vierge-Marie de Malegoude                        | Malegoude                   |                                    | 43° 06′ 44″ nord, 1° 56′ 20″ est |                | non |              | Église de la Nativité-de-la-Vierge-Marie de Malegoude                        |
| Église Saint-Pierre de Malléon                                               | Malléon                     |                                    | 43° 01′ 55″ nord, 1° 42′ 44″ est |                | non |              | Image manquante Téléverser                                                   |
| Église Saint-Jean-Baptiste de Manses                                         | Manses                      |                                    | 43° 06′ 03″ nord, 1° 48′ 40″ est | « PA00093952 » | Inscrit MH                                                                                                 | 1992         | Église Saint-Jean-Baptiste de Manses                                         |
| Église de la Nativité-de-la-Vierge de Massat                                 | Massat                      |                                    | 42° 53′ 23″ nord, 1° 20′ 51″ est | « PA00093818 » | Inscrit MH                                                                                                 | 1985         | Église de la Nativité-de-la-Vierge de Massat                                 |
| Église de la Nativité-de-la-Vierge-Marie de Mauvezin-de-Prat                 | Mauvezin-de-Prat            |                                    | 43° 01′ 52″ nord, 0° 59′ 49″ est |                | non |              | Église de la Nativité-de-la-Vierge-Marie de Mauvezin-de-Prat                 |
| Église du Saint-Nom-de-Marie de Mauvezin-de-Sainte-Croix                     | Mauvezin-de-Sainte-Croix    |                                    | 43° 04′ 44″ nord, 1° 13′ 42″ est |                | non |              | Image manquante Téléverser                                                   |
| Église Saint-Abdon et Saint-Sennen de Mazères                                | Mazères                     |                                    | 43° 15′ 06″ nord, 1° 40′ 38″ est |                | non |              | Église Saint-Abdon et Saint-Sennen de Mazères                                |
| Église Saint-Martin de Méras                                                 | Méras                       |                                    | 43° 10′ 55″ nord, 1° 18′ 41″ est |                | non |              | Image manquante Téléverser                                                   |
| Église Saint-Étienne de Mercenac                                             | Mercenac                    |                                    | 43° 02′ 24″ nord, 1° 04′ 37″ est |                | non |              | Église Saint-Étienne de Mercenac                                             |
| Église Saint-Louis de Mercus                                                 | Mercus-Garrabet             |                                    | 42° 52′ 54″ nord, 1° 37′ 52″ est | « PA00093821 » | Classé MH                                                                                                  | 1910         | Église Saint-Louis de Mercus                                                 |
| Église Saint-Pierre de Mérens-d'En-Haut                                      | Mérens-les-Vals             |                                    | 42° 39′ 21″ nord, 1° 50′ 37″ est | « PA00093822 » | Classé MH                                                                                                  | 1969         | Église Saint-Pierre de Mérens-d'En-Haut                                      |
| Église Saint-Pierre de Mérens-les-Vals                                       | Mérens-les-Vals             |                                    | 42° 39′ 27″ nord, 1° 50′ 16″ est |                | non |              | Église Saint-Pierre de Mérens-les-Vals                                       |
| Église Saint-Jean-Baptiste de Mérigon                                        | Mérigon                     |                                    | 43° 05′ 18″ nord, 1° 11′ 38″ est | « PA00093823 » | Inscrit MH Clocher-mur                                                                                     | 1950         | Église Saint-Jean-Baptiste de Mérigon                                        |
| Église Saint-Hilaire d'Arquizat                                              | Miglos                      |                                    | 42° 47′ 32″ nord, 1° 35′ 56″ est | « PA00093825 » | Inscrit MH                                                                                                 | 1973         | Église Saint-Hilaire d'Arquizat                                              |
| Église Saint-Hilaire de Norgeat                                              | Miglos                      |                                    | 42° 46′ 55″ nord, 1° 36′ 04″ est |                | non |              | Image manquante Téléverser                                                   |
| Église Saint-Jean-Baptiste de Mijanès                                        | Mijanès                     |                                    | 42° 43′ 52″ nord, 2° 03′ 25″ est |                | non |              | Église Saint-Jean-Baptiste de Mijanès                                        |
| Cathédrale Saint-Maurice de Mirepoix                                         | Mirepoix                    |                                    | 43° 05′ 15″ nord, 1° 52′ 27″ est | « PA00093826 » | Classé MH                                                                                                  | 1907         | Cathédrale Saint-Maurice de Mirepoix                                         |
| Église Saint-Aulin de Saint-Aulin                                            | Mirepoix                    |                                    | 43° 06′ 54″ nord, 1° 51′ 46″ est |                | non |              | Image manquante Téléverser                                                   |
| Église Saint-Genès de Mazerette                                              | Mirepoix                    |                                    | 43° 05′ 50″ nord, 1° 50′ 38″ est |                | non |              | Image manquante Téléverser                                                   |
| Église Notre-Dame-et-Saint-Michel de Mirepoix                                | Mirepoix                    |                                    | 43° 05′ 10″ nord, 1° 52′ 35″ est |                | non |              | Image manquante Téléverser                                                   |
| Église Saint-Étienne de Monesple                                             | Monesple                    |                                    | 43° 05′ 38″ nord, 1° 27′ 36″ est |                | non |              | Image manquante Téléverser                                                   |
| Église Saint-André de Montagagne                                             | Montagagne                  |                                    | 42° 58′ 38″ nord, 1° 24′ 40″ est |                | non |              | Image manquante Téléverser                                                   |
| Église Notre-Dame de Montaillou                                              | Montaillou                  |                                    | 42° 47′ 15″ nord, 1° 53′ 53″ est |                | non |              | Église Notre-Dame de Montaillou                                              |
| Église de la Nativité-de-la-Sainte-Vierge de Montardit                       | Montardit                   |                                    | 43° 04′ 17″ nord, 1° 11′ 50″ est |                | non |              | Image manquante Téléverser                                                   |
| Église Saint-Michel de Montaut                                               | Montaut                     |                                    | 43° 11′ 13″ nord, 1° 38′ 38″ est |                | non |              | Église Saint-Michel de Montaut                                               |
| Église Saint-Vincent de Montbel                                              | Montbel                     |                                    | 42° 58′ 33″ nord, 1° 58′ 37″ est |                | non |              | Église Saint-Vincent de Montbel                                              |
| Église Notre-Dame-de-l'Assomption de Sabarthès                               | Montégut-Plantaurel         |                                    | 43° 04′ 14″ nord, 1° 29′ 21″ est |                | non |              | Église Notre-Dame-de-l'Assomption de Sabarthès                               |
| Église Saint-Jean-Baptiste de Montégut-en-Couserans                          | Montégut-en-Couserans       |                                    | 42° 58′ 47″ nord, 1° 05′ 29″ est | « PA00093886 » | Inscrit MH Portail                                                                                         | 1965         | Église Saint-Jean-Baptiste de Montégut-en-Couserans                          |
| Église Saint-Michel de Montels                                               | Montels                     |                                    | 43° 00′ 21″ nord, 1° 28′ 25″ est |                | non |              | Église Saint-Michel de Montels                                               |
| Église Saint-Étienne de Montesquieu-Avantès                                  | Montesquieu-Avantès         |                                    | 43° 01′ 21″ nord, 1° 11′ 48″ est |                | non |              | Église Saint-Étienne de Montesquieu-Avantès                                  |
| Église Saint-Fiacre de Montfa                                                | Montfa                      |                                    | 43° 06′ 02″ nord, 1° 16′ 52″ est |                | non |              | Image manquante Téléverser                                                   |
| Église Saint-Barthélemy de Montferrier                                       | Montferrier                 |                                    | 42° 53′ 44″ nord, 1° 47′ 42″ est |                | non |              | Église Saint-Barthélemy de Montferrier                                       |
| Église Saint-Louis de Montgailhard                                           | Montgailhard                |                                    | 42° 56′ 02″ nord, 1° 38′ 07″ est |                | non |              | Image manquante Téléverser                                                   |
| Église Saint-Pierre de Montgauch                                             | Montgauch                   |                                    | 43° 00′ 00″ nord, 1° 04′ 32″ est | « PA00093888 » | Classé MH                                                                                                  | 1962         | Église Saint-Pierre de Montgauch                                             |
| Église Notre-Dame-de-l'Assomption de Montjoie-en-Couserans                   | Montjoie-en-Couserans       |                                    | 43° 00′ 05″ nord, 1° 09′ 37″ est | « PA00093889 » | Classé MH Façade                                                                                           | 1901         | Église Notre-Dame-de-l'Assomption de Montjoie-en-Couserans                   |
| Église de la Nativité-de-la-Sainte-Vierge des Baudis                         | Montjoie-en-Couserans       |                                    | 43° 02′ 45″ nord, 1° 09′ 20″ est |                | non |              | Image manquante Téléverser                                                   |
| Église Saint-Étienne de Baliard                                              | Montjoie-en-Couserans       |                                    | 42° 59′ 36″ nord, 1° 11′ 56″ est |                | non |              | Église Saint-Étienne de Baliard                                              |
| Église Saint-Hilaire-et-Sainte-Eulalie de Lara                               | Montjoie-en-Couserans       |                                    | 43° 01′ 53″ nord, 1° 09′ 32″ est |                | non |              | Église Saint-Hilaire-et-Sainte-Eulalie de Lara                               |
| Église Saint-Léger de Montoulieu                                             | Montoulieu                  |                                    | 42° 54′ 28″ nord, 1° 37′ 28″ est |                | non |              | Image manquante Téléverser                                                   |
| Église de la Nativité-de-la-Sainte-Vierge de Montségur                       | Montségur                   |                                    | 42° 52′ 18″ nord, 1° 50′ 03″ est |                | non |              | Église de la Nativité-de-la-Sainte-Vierge de Montségur                       |
| Église Saint-Étienne de Montseron                                            | Montseron                   |                                    | 43° 00′ 44″ nord, 1° 19′ 42″ est |                | non |              | Image manquante Téléverser                                                   |
| Église Saint-Martin de Moulin-Neuf                                           | Moulin-Neuf                 |                                    | 43° 04′ 27″ nord, 1° 56′ 43″ est |                | non |              | Église Saint-Martin de Moulin-Neuf                                           |
| Église Notre-Dame de Luzenac (Moulis)                                        | Moulis                      |                                    | 42° 57′ 15″ nord, 1° 04′ 47″ est | « PA00093893 » | Classé MH                                                                                                  | 1961         | Église Notre-Dame de Luzenac (Moulis)                                        |
| Église Saint-Jacques d'Aubert                                                | Moulis                      |                                    | 42° 57′ 55″ nord, 1° 06′ 05″ est |                | non |              | Église Saint-Jacques d'Aubert                                                |
| Église Saint-Jean-Baptiste de Pouech                                         | Moulis                      |                                    | 42° 57′ 19″ nord, 1° 04′ 35″ est |                | non |              | Église Saint-Jean-Baptiste de Pouech                                         |
| Église Saint-Lizier de Moulis                                                | Moulis                      |                                    | 42° 57′ 37″ nord, 1° 05′ 18″ est |                | non |              | Église Saint-Lizier de Moulis                                                |
| Église Saint-Jean-Baptiste de Nalzen                                         | Nalzen                      |                                    | 42° 55′ 02″ nord, 1° 45′ 27″ est |                | non |              | Image manquante Téléverser                                                   |
| Église Saint-Luc de Nescus                                                   | Nescus                      |                                    | 42° 59′ 32″ nord, 1° 25′ 57″ est |                | non |              | Image manquante Téléverser                                                   |
| Église Saint-Vincent de Niaux                                                | Niaux                       |                                    | 42° 48′ 36″ nord, 1° 35′ 26″ est |                | non |              | Image manquante Téléverser                                                   |
| Église Notre-Dame-de-la-Visitation d'Orgeix                                  | Orgeix                      |                                    | 42° 42′ 27″ nord, 1° 52′ 01″ est |                | non |              | Église Notre-Dame-de-la-Visitation d'Orgeix                                  |
| Église Notre-Dame-de-l'Assomption d'Orgibet                                  | Orgibet                     |                                    | 42° 56′ 00″ nord, 0° 56′ 04″ est |                | non |              | Église Notre-Dame-de-l'Assomption d'Orgibet                                  |
| Église Saint-Lizier d'Augistrou                                              | Orgibet                     |                                    | 42° 56′ 07″ nord, 0° 56′ 40″ est |                | non |              | Image manquante Téléverser                                                   |
| Église Saint-Pierre d'Orlu                                                   | Orlu                        |                                    | 42° 42′ 09″ nord, 1° 53′ 13″ est |                | non |              | Église Saint-Pierre d'Orlu                                                   |
| Église Saint-Pierre de Barry d'en Haut                                       | Ornolac-Ussat-les-Bains     |                                    | 42° 49′ 32″ nord, 1° 38′ 15″ est | « IA09005075 » | non |              | Église Saint-Pierre de Barry d'en Haut                                       |
| Église Saint-Germain d'Orus                                                  | Orus                        |                                    | 42° 46′ 54″ nord, 1° 30′ 32″ est |                | non |              | Image manquante Téléverser                                                   |
| Église Notre-Dame-de-l'Assomption de Vic                                     | Oust                        |                                    | 42° 53′ 03″ nord, 1° 12′ 49″ est | « PA00093940 » | Classé MH                                                                                                  | 1921         | Église Notre-Dame-de-l'Assomption de Vic                                     |
| Église Saint-Barthélemy d'Oust                                               | Oust                        |                                    | 42° 52′ 30″ nord, 1° 12′ 50″ est |                | non |              | Église Saint-Barthélemy d'Oust                                               |
| Église Notre-Dame de Pailhès                                                 | Pailhès                     |                                    | 43° 06′ 11″ nord, 1° 26′ 35″ est |                | non |              | Église Notre-Dame de Pailhès                                                 |
| Église Saint-Martin de Menay                                                 | Pailhès                     |                                    | 43° 05′ 01″ nord, 1° 26′ 08″ est |                | non |              | Image manquante Téléverser                                                   |
| Église de Pailhès                                                            | Pailhès                     |                                    | à géolocaliser                   |                | non |              | Église de Pailhès                                                            |
| Cathédrale Saint-Antonin de Pamiers                                          | Pamiers                     |                                    | 43° 06′ 51″ nord, 1° 36′ 32″ est | « PA00093896 » | Classé MH                                                                                                  | 1906         | Cathédrale Saint-Antonin de Pamiers                                          |
| Église Notre-Dame-du-Camp                                                    | Pamiers                     |                                    | 43° 06′ 58″ nord, 1° 36′ 42″ est | « PA00093897 » | Classé MH La façade ; Inscrit MH L'église en totalité                                                      | 1912 ; 2001  | Église Notre-Dame-du-Camp                                                    |
| Abbaye du Mas-Cailloup de Pamiers                                            | Pamiers                     |                                    | 43° 06′ 18″ nord, 1° 36′ 38″ est | « PA00093943 » | Classé MH                                                                                                  | 1992         | Abbaye du Mas-Cailloup de Pamiers                                            |
| Tour des Cordeliers (Pamiers)                                                | Pamiers                     |                                    | 43° 07′ 03″ nord, 1° 36′ 45″ est | « IA09001295 » | Classé MH La tour des Cordeliers                                                                           | 1921         | Tour des Cordeliers (Pamiers)                                                |
| Église Saint-Vincent de Péreille                                             | Péreille                    |                                    | 42° 56′ 18″ nord, 1° 48′ 02″ est | « PA00135436 » | Inscrit MH                                                                                                 | 1995         | Église Saint-Vincent de Péreille                                             |
| Église Notre-Dame-de-l'Assomption de Perles-et-Castelet                      | Perles-et-Castelet          |                                    | 42° 44′ 41″ nord, 1° 47′ 08″ est |                | non |              | Image manquante Téléverser                                                   |
| Église Saint-Pierre de Prades (Ariège)                                       | Prades                      |                                    | 42° 47′ 10″ nord, 1° 52′ 42″ est |                | non |              | Église Saint-Pierre de Prades (Ariège)                                       |
| Église Saint-Jean-Baptiste de Pradettes                                      | Pradettes                   |                                    | 42° 59′ 20″ nord, 1° 49′ 04″ est |                | non |              | Église Saint-Jean-Baptiste de Pradettes                                      |
| Église Saint-Pierre de Busca                                                 | Pradières                   |                                    | 42° 58′ 05″ nord, 1° 38′ 46″ est |                | non |              | Image manquante Téléverser                                                   |
| Église Sainte-Madeleine de Prat                                              | Prat-Bonrepaux              |                                    | 43° 01′ 42″ nord, 1° 01′ 22″ est |                | non |              | Église Sainte-Madeleine de Prat                                              |
| Église Sainte-Madeleine de Bonrepaux                                         | Prat-Bonrepaux              |                                    | 43° 02′ 23″ nord, 1° 01′ 57″ est |                | non |              | Image manquante Téléverser                                                   |
| Église Notre-Dame-de-l'Assomption de Prayols                                 | Prayols                     |                                    | 42° 55′ 42″ nord, 1° 37′ 23″ est |                | non |              | Église Notre-Dame-de-l'Assomption de Prayols                                 |
| Église Saint-Joseph de Quérigut                                              | Quérigut                    |                                    | 42° 41′ 56″ nord, 2° 05′ 51″ est |                | non |              | Église Saint-Joseph de Quérigut                                              |
| Église Notre-Dame-de-l'Assomption de Rabat-les-Trois-Seigneurs               | Rabat-les-Trois-Seigneurs   |                                    | 42° 51′ 26″ nord, 1° 33′ 17″ est | « PA00093953 » | Inscrit MH                                                                                                 | 1992         | Église Notre-Dame-de-l'Assomption de Rabat-les-Trois-Seigneurs               |
| Église Notre-Dame-de-l'Assomption de Raissac                                 | Raissac                     |                                    | 42° 56′ 29″ nord, 1° 48′ 46″ est |                | non |              | Église Notre-Dame-de-l'Assomption de Raissac                                 |
| Église Saint-Jean-Baptiste de Régat                                          | Régat                       |                                    | 42° 59′ 22″ nord, 1° 53′ 09″ est |                | non |              | Église Saint-Jean-Baptiste de Régat                                          |
| Église Saint-Roch de Rieucros                                                | Rieucros                    |                                    | 43° 05′ 05″ nord, 1° 46′ 01″ est |                | non |              | Image manquante Téléverser                                                   |
| Église Sainte-Madeleine de Rieux-de-Pelleport                                | Rieux-de-Pelleport          |                                    | 43° 03′ 28″ nord, 1° 36′ 36″ est |                | non |              | Image manquante Téléverser                                                   |
| Église Notre-Dame-de-l'Assomption de Rimont                                  | Rimont                      |                                    | 42° 59′ 45″ nord, 1° 17′ 02″ est |                | non |              | Église Notre-Dame-de-l'Assomption de Rimont                                  |
| Abbatiale de l'abbaye Saint-Laurent de Combelongue                           | Rimont                      |                                    | 42° 59′ 17″ nord, 1° 16′ 35″ est |                | non |              | Abbatiale de l'abbaye Saint-Laurent de Combelongue                           |
| Église Notre-Dame-de-l'Assomption de Rivèrenert                              | Rivèrenert                  |                                    | 42° 57′ 26″ nord, 1° 13′ 43″ est |                | non |              | Image manquante Téléverser                                                   |
| Église de la Nativité-de-Saint-Jean-Baptiste de Roquefixade                  | Roquefixade                 |                                    | 42° 56′ 08″ nord, 1° 45′ 21″ est |                | non |              | Église de la Nativité-de-Saint-Jean-Baptiste de Roquefixade                  |
| Église de la Nativité-de-Notre-Dame de Roquefort-les-Cascades                | Roquefort-les-Cascades      |                                    | 42° 57′ 40″ nord, 1° 45′ 36″ est |                | non |              | Image manquante Téléverser                                                   |
| Église Saint-Martin de Roumengoux                                            | Roumengoux                  |                                    | 43° 04′ 19″ nord, 1° 56′ 10″ est |                | non |              | Église Saint-Martin de Roumengoux                                            |
| Église Saint-Nazaire-et-Saint-Celse de Rouze                                 | Rouze                       |                                    | 42° 43′ 54″ nord, 2° 04′ 14″ est |                | non |              | Image manquante Téléverser                                                   |
| Église Sainte-Anne de Sabarat                                                | Sabarat                     |                                    | 43° 05′ 55″ nord, 1° 23′ 31″ est | « PA00093903 » | Inscrit MH Clocher                                                                                         | 1944         | Église Sainte-Anne de Sabarat                                                |
| Église Saint-Amator de Saint-Amadou                                          | Saint-Amadou                |                                    | 43° 06′ 39″ nord, 1° 43′ 22″ est |                | non |              | Église Saint-Amator de Saint-Amadou                                          |
| Église Saint-Amans de Saint-Amans                                            | Saint-Amans                 |                                    | 43° 09′ 24″ nord, 1° 32′ 50″ est |                | non |              | Église Saint-Amans de Saint-Amans                                            |
| Église Saint-Baudille de Saint-Bauzeil                                       | Saint-Bauzeil               |                                    | 43° 04′ 52″ nord, 1° 35′ 27″ est |                | non |              | Image manquante Téléverser                                                   |
| Église Saint-Pierre-aux-Liens de Saint-Félix-de-Rieutord                     | Saint-Félix-de-Rieutord     |                                    | 43° 02′ 47″ nord, 1° 40′ 26″ est |                | non |              | Église Saint-Pierre-aux-Liens de Saint-Félix-de-Rieutord                     |
| Église Saint-Félix de Saint-Félix-de-Tournegat                               | Saint-Félix-de-Tournegat    |                                    | 43° 07′ 52″ nord, 1° 44′ 52″ est | « PA00125554 » | Inscrit MH Muraille d'enceinte, fossés et parcelles attenantes ; Classé MH Eglise                          | 1993 ; 1996  | Église Saint-Félix de Saint-Félix-de-Tournegat                               |
| Église Saint-Valier de Saint-Girons                                          | Saint-Girons                |                                    | 42° 58′ 59″ nord, 1° 08′ 53″ est | « PA00093906 » | Inscrit MH L'église en totalité ; Classé MH Le portail dit "portail ouest"                                 | 2005 ; 1925  | Église Saint-Valier de Saint-Girons                                          |
| Église Saint-Genez de Lédar                                                  | Saint-Girons                |                                    | 42° 58′ 52″ nord, 1° 07′ 50″ est |                | non |              | Église Saint-Genez de Lédar                                                  |
| Église Saint-Genès de Saint-Girons                                           | Saint-Girons                |                                    | 42° 59′ 04″ nord, 1° 08′ 40″ est | PM09000994     | Classé MH Orgue                                                                                            | 1977         | Église Saint-Genès de Saint-Girons                                           |
| Église de la Décollation-de-Saint-Jean-Baptiste de Saint-Jean-d'Aigues-Vives | Saint-Jean-d'Aigues-Vives   |                                    | 42° 55′ 25″ nord, 1° 52′ 14″ est |                | non |              | Église de la Décollation-de-Saint-Jean-Baptiste de Saint-Jean-d'Aigues-Vives |
| Église Saint-Jean-Baptiste de Saint-Jean-de-Verges                           | Saint-Jean-de-Verges        |                                    | 43° 00′ 47″ nord, 1° 36′ 37″ est | « PA00093907 » | Classé MH                                                                                                  | 1907         | Église Saint-Jean-Baptiste de Saint-Jean-de-Verges                           |
| Église Saint-Jean-Baptiste de Saint-Jean-du-Castillonnais                    | Saint-Jean-du-Castillonnais |                                    | 42° 56′ 07″ nord, 0° 55′ 58″ est |                | non |              | Image manquante Téléverser                                                   |
| Église Saint-Jean-Baptiste de Saint-Jean-du-Falga                            | Saint-Jean-du-Falga         |                                    | 43° 05′ 06″ nord, 1° 37′ 28″ est |                | non |              | Image manquante Téléverser                                                   |
| Église Saint-Julien de Saint-Julien-de-Gras-Capou                            | Saint-Julien-de-Gras-Capou  |                                    | 43° 02′ 14″ nord, 1° 51′ 18″ est |                | non |              | Église Saint-Julien de Saint-Julien-de-Gras-Capou                            |
| Église Saint-Hilaire de Saint-Lary                                           | Saint-Lary                  |                                    | 42° 55′ 45″ nord, 0° 53′ 42″ est |                | non |              | Église Saint-Hilaire de Saint-Lary                                           |
| Cathédrale Notre-Dame-de-la-Sède de Saint-Lizier                             | Saint-Lizier                |                                    | 43° 00′ 06″ nord, 1° 08′ 15″ est | « PA00132944 » | Classé MH                                                                                                  | 1994         | Cathédrale Notre-Dame-de-la-Sède de Saint-Lizier                             |
| Cathédrale Saint-Lizier de Saint-Lizier                                      | Saint-Lizier                |                                    | 43° 00′ 06″ nord, 1° 08′ 15″ est | « PA00093909 » | Classé MH                                                                                                  | 1886         | Cathédrale Saint-Lizier de Saint-Lizier                                      |
| Église Saint-Anastase de Saint-Martin-d'Oydes                                | Saint-Martin-d'Oydes        |                                    | 43° 10′ 11″ nord, 1° 29′ 47″ est | « PA09000031 » | Inscrit MH                                                                                                 | 2015         | Église Saint-Anastase de Saint-Martin-d'Oydes                                |
| Église Saint-Martin de Saint-Martin-de-Caralp                                | Saint-Martin-de-Caralp      |                                    | 42° 59′ 26″ nord, 1° 32′ 42″ est |                | non |              | Image manquante Téléverser                                                   |
| Église Saint-Michel de Saint-Michel                                          | Saint-Michel                |                                    | 43° 08′ 04″ nord, 1° 30′ 08″ est |                | non |              | Église Saint-Michel de Saint-Michel                                          |
| Église Saint-Germier de Saint-Paul-de-Jarrat                                 | Saint-Paul-de-Jarrat        |                                    | 42° 54′ 50″ nord, 1° 39′ 33″ est |                | non |              | Église Saint-Germier de Saint-Paul-de-Jarrat                                 |
| Église Saint-Pierre de Saint-Pierre-de-Rivière                               | Saint-Pierre-de-Rivière     |                                    | 42° 57′ 36″ nord, 1° 33′ 35″ est |                | non |              | Image manquante Téléverser                                                   |
| Église Saint-Sylvain de Queille                                              | Saint-Quentin-la-Tour       |                                    | 43° 01′ 33″ nord, 1° 55′ 13″ est | « PA00132656 » | Inscrit MH                                                                                                 | 1994         | Église Saint-Sylvain de Queille                                              |
| Église Saint-Quentin de Saint-Quentin-la-Tour                                | Saint-Quentin-la-Tour       |                                    | 43° 02′ 06″ nord, 1° 53′ 44″ est |                | non |              | Image manquante Téléverser                                                   |
| Église Saint-Quirc de Saint-Quirc                                            | Saint-Quirc                 |                                    | 43° 16′ 29″ nord, 1° 30′ 01″ est |                | non |              | Image manquante Téléverser                                                   |
| Église Saint-Victor de Saint-Victor-Rouzaud                                  | Saint-Victor-Rouzaud        |                                    | 43° 05′ 36″ nord, 1° 33′ 06″ est | « IA09000067 » | non |              | Image manquante Téléverser                                                   |
| Église Saint-Victor du château Rouzaud                                       | Saint-Victor-Rouzaud        |                                    | 43° 05′ 23″ nord, 1° 32′ 14″ est | « IA09000274 » | non |              | Image manquante Téléverser                                                   |
| Église Saint-Ybars de Saint-Ybars                                            | Saint-Ybars                 |                                    | 43° 14′ 17″ nord, 1° 23′ 09″ est | « PA00093916 » | Classé MH Porte méridionale avec ses arcades et sa menuiserie ; Eglise y compris son décor peint Classé MH | 1907 ; 1987  | Église Saint-Ybars de Saint-Ybars                                            |
| Église Saint-Fiacre de Sainte-Croix-Volvestre                                | Sainte-Croix-Volvestre      |                                    | 43° 07′ 34″ nord, 1° 10′ 26″ est |                | non |              | Église Saint-Fiacre de Sainte-Croix-Volvestre                                |
| Église Sainte-Suzanne de Sainte-Suzanne                                      | Sainte-Suzanne              |                                    | 43° 12′ 36″ nord, 1° 23′ 12″ est | « PA00093915 » | Classé MH                                                                                                  | 1989         | Église Sainte-Suzanne de Sainte-Suzanne                                      |
| Église Saint-André de Salsein                                                | Salsein                     |                                    | 42° 54′ 37″ nord, 1° 00′ 34″ est |                | non |              | Église Saint-André de Salsein                                                |
| Église Sainte-Madeleine de Saurat                                            | Saurat                      |                                    | 42° 52′ 42″ nord, 1° 31′ 59″ est |                | non |              | Image manquante Téléverser                                                   |
| Église Saint-Blaise de Prat Communal                                         | Saurat                      |                                    | 42° 53′ 06″ nord, 1° 29′ 43″ est |                | non |              | Image manquante Téléverser                                                   |
| Église Saint-Jean-l'Évangéliste de Fajou                                     | Sautel                      |                                    | 42° 58′ 19″ nord, 1° 49′ 03″ est |                | non |              | Image manquante Téléverser                                                   |
| Église Notre-Dame de Saverdun                                                | Saverdun                    |                                    | 43° 14′ 01″ nord, 1° 34′ 30″ est |                | non |              | Église Notre-Dame de Saverdun                                                |
| Église Saint-Volusien de Savignac-les-Ormeaux                                | Savignac-les-Ormeaux        |                                    | 42° 43′ 48″ nord, 1° 48′ 56″ est |                | non |              | Église Saint-Volusien de Savignac-les-Ormeaux                                |
| Église Sainte-Madeleine de Ségura                                            | Ségura                      |                                    | 43° 02′ 09″ nord, 1° 41′ 29″ est |                | non |              | Église Sainte-Madeleine de Ségura                                            |
| Église Saint-Étienne de Seix                                                 | Seix                        |                                    | 42° 51′ 50″ nord, 1° 12′ 04″ est | « PA00093918 » | Inscrit MH                                                                                                 | 2014         | Église Saint-Étienne de Seix                                                 |
| Église Notre-Dame de Sentein                                                 | Sentein                     |                                    | 42° 52′ 29″ nord, 0° 57′ 15″ est | « PA00093919 » | Classé MH                                                                                                  | 1906         | Église Notre-Dame de Sentein                                                 |
| Église Saint-Jacques de Sentenac-d'Oust                                      | Sentenac-d'Oust             |                                    | 42° 52′ 35″ nord, 1° 10′ 40″ est |                | non |              | Église Saint-Jacques de Sentenac-d'Oust                                      |
| Église de la Nativité-de-la-Vierge-Marie de Sentenac-de-Sérou                | Sentenac-de-Sérou           |                                    | 42° 58′ 19″ nord, 1° 23′ 18″ est |                | non |              | Image manquante Téléverser                                                   |
| Église Saint-Pierre-Saint-Paul de Serres-sur-Arget                           | Serres-sur-Arget            |                                    | 42° 58′ 08″ nord, 1° 31′ 09″ est |                | non |              | Image manquante Téléverser                                                   |
| Abbatiale de l'abbaye Notre-Dame du Pesquié                                  | Serres-sur-Arget            | Le Pesquié, 09000 Serres-sur-Arget | 42° 58′ 33″ nord, 1° 32′ 12″ est |                | non |              | Image manquante Téléverser                                                   |
| Église Saint-Sulpice de Sieuras                                              | Sieuras                     |                                    | 43° 11′ 03″ nord, 1° 20′ 24″ est |                | non |              | Église Saint-Sulpice de Sieuras                                              |
| Église Saint-Baudille de Siguer                                              | Siguer                      |                                    | 42° 45′ 54″ nord, 1° 33′ 48″ est |                | non |              | Image manquante Téléverser                                                   |
| Église Sainte-Madeleine de Sor                                               | Sor                         |                                    | 42° 55′ 15″ nord, 1° 00′ 35″ est |                | non |              | Image manquante Téléverser                                                   |
| Église Sainte-Madeleine de Sor                                               | Sor                         |                                    | 42° 55′ 15″ nord, 1° 00′ 35″ est |                | non |              | Image manquante Téléverser                                                   |
| Église Saint-Just et Saint-Pasteur de Sorgeat                                | Sorgeat                     |                                    | 42° 43′ 46″ nord, 1° 51′ 00″ est |                | non |              | Église Saint-Just et Saint-Pasteur de Sorgeat                                |
| Église Saint-Michel de Soueix                                                | Soueix-Rogalle              |                                    | 42° 53′ 35″ nord, 1° 12′ 38″ est |                | non |              | Image manquante Téléverser                                                   |
| Église Notre-Dame-de-l'Assomption de Rogalle                                 | Soueix-Rogalle              |                                    | 42° 53′ 20″ nord, 1° 11′ 33″ est |                | non |              | Image manquante Téléverser                                                   |
| Église Sainte-Madeleine de Soula                                             | Soula                       |                                    | 42° 56′ 35″ nord, 1° 41′ 43″ est |                | non |              | Église Sainte-Madeleine de Soula                                             |
| Église Saint-Jean-Baptiste de Caraybat                                       | Soula                       |                                    | 42° 56′ 30″ nord, 1° 40′ 46″ est |                | non |              | Image manquante Téléverser                                                   |
| Église Saint-Pierre de Saint-Pierre                                          | Soulan                      |                                    | 42° 54′ 48″ nord, 1° 13′ 58″ est |                | non |              | Image manquante Téléverser                                                   |
| Église Saint-Martin de Buleix                                                | Soulan                      |                                    | 42° 54′ 38″ nord, 1° 14′ 57″ est |                | non |              | Image manquante Téléverser                                                   |
| Église Saint-Nicolas de Surba                                                | Surba                       |                                    | 42° 47′ 47″ nord, 1° 41′ 14″ est | « PA00093924 » | Inscrit MH                                                                                                 | 1977         | Église Saint-Nicolas de Surba                                                |
| Église Notre-Dame-de-la-Daurade de Tarascon-sur-Ariège                       | Tarascon-sur-Ariège         |                                    | 42° 50′ 42″ nord, 1° 36′ 29″ est | « PA00093946 » | Inscrit MH                                                                                                 | 1990         | Église Notre-Dame-de-la-Daurade de Tarascon-sur-Ariège                       |
| Église Sainte-Quitterie de Tarascon-sur-Ariège                               | Tarascon-sur-Ariège         |                                    | 42° 50′ 42″ nord, 1° 36′ 29″ est |                | non |              | Église Sainte-Quitterie de Tarascon-sur-Ariège                               |
| Église Notre-Dame du Rosaire de Banat                                        | Tarascon-sur-Ariège         |                                    | 42° 51′ 15″ nord, 1° 34′ 08″ est |                | non |              | Image manquante Téléverser                                                   |
| Église Saint-Jacques de Taurignan-Castet                                     | Taurignan-Castet            |                                    | 43° 02′ 24″ nord, 1° 05′ 26″ est |                | non |              | Image manquante Téléverser                                                   |
| Église de l'Assomption de Taurignan-Vieux                                    | Taurignan-Vieux             |                                    | 43° 01′ 42″ nord, 1° 06′ 47″ est |                | non |              | Image manquante Téléverser                                                   |
| Église Saint-Jean-l'Évangéliste de Teilhet                                   | Teilhet                     |                                    | 43° 05′ 33″ nord, 1° 46′ 45″ est | « PA00093929 » | Inscrit MH Façade occidentale                                                                              | 1955         | Église Saint-Jean-l'Évangéliste de Teilhet                                   |
| Église Saint-Jean-Baptiste de Thouars-sur-Arize                              | Thouars-sur-Arize           |                                    | 43° 11′ 03″ nord, 1° 14′ 26″ est |                | non |              | Image manquante Téléverser                                                   |
| Église de la Nativité-de-la-Vierge-Marie de Tignac                           | Tignac                      |                                    | 42° 44′ 49″ nord, 1° 47′ 36″ est |                | non |              | Église de la Nativité-de-la-Vierge-Marie de Tignac                           |
| Église Notre-Dame-de-l'Assomption de Tourtouse                               | Tourtouse                   |                                    | 43° 05′ 34″ nord, 1° 07′ 28″ est | « PA09000024 » | Inscrit MH L'église et le clocher dit donjon                                                               | 2010         | Église Notre-Dame-de-l'Assomption de Tourtouse                               |
| Église Saint-Michel de Tourtrol                                              | Tourtrol                    |                                    | 43° 04′ 06″ nord, 1° 47′ 54″ est |                | non |              | Église Saint-Michel de Tourtrol                                              |
| Église Saint-Étienne de Trémoulet                                            | Trémoulet                   |                                    | 43° 09′ 22″ nord, 1° 43′ 04″ est |                | non |              | Église Saint-Étienne de Trémoulet                                            |
| Église Saint-Martial de Troye-d'Ariège                                       | Troye-d'Ariège              |                                    | 43° 01′ 38″ nord, 1° 52′ 40″ est |                | non |              | Image manquante Téléverser                                                   |
| Église Saint-Martin d'Unac                                                   | Unac                        |                                    | 42° 45′ 41″ nord, 1° 46′ 31″ est | « PA00093930 » | Classé MH                                                                                                  | 1846         | Église Saint-Martin d'Unac                                                   |
| Église Saint-Michel d'Unzent                                                 | Unzent                      |                                    | 43° 10′ 31″ nord, 1° 31′ 38″ est | « IA09000069 » | |              | Image manquante Téléverser                                                   |
| Église Saint-Pierre-et-Saint-Paul d'Urs                                      | Urs                         |                                    | 42° 46′ 28″ nord, 1° 44′ 03″ est | « PA00093931 » | Inscrit MH                                                                                                 | 1965         | Église Saint-Pierre-et-Saint-Paul d'Urs                                      |
| Église Saint-Jean-Baptiste d'Ussat                                           | Ussat                       |                                    | 42° 49′ 52″ nord, 1° 37′ 15″ est |                | non |              | Image manquante Téléverser                                                   |
| Église de la Nativité-de-la-Sainte-Vierge du Trein                           | Ustou                       |                                    | 42° 48′ 33″ nord, 1° 15′ 29″ est |                | non |              | Image manquante Téléverser                                                   |
| Église Notre-Dame-de-l'Assomption de Sérac                                   | Ustou                       |                                    | 42° 48′ 20″ nord, 1° 16′ 08″ est |                | non |              | Image manquante Téléverser                                                   |
| Église Saint-Lizier de Saint-Lizier                                          | Ustou                       |                                    | 42° 47′ 58″ nord, 1° 15′ 47″ est |                | non |              | Image manquante Téléverser                                                   |
| Église Notre-Dame de Vicdessos                                               | Val-de-Sos                  |                                    | 42° 46′ 16″ nord, 1° 30′ 04″ est |                | non |              | Église Notre-Dame de Vicdessos                                               |
| Église Saint-Michel de Goulier                                               | Val-de-Sos                  |                                    | à géolocaliser                   |                | non |              | Image manquante Téléverser                                                   |
| Église de l'Exaltation-de-la-Sainte-Croix de Sem                             | Val-de-Sos                  |                                    | 42° 46′ 06″ nord, 1° 31′ 06″ est |                | non |              | Église de l'Exaltation-de-la-Sainte-Croix de Sem                             |
| Église Saint-Georges de Sentenac                                             | Val-de-Sos                  |                                    | 42° 46′ 45″ nord, 1° 28′ 57″ est |                | non |              | Image manquante Téléverser                                                   |
| Église Saint-Jacques de Sentenac                                             | Val-de-Sos                  |                                    | 42° 46′ 40″ nord, 1° 29′ 05″ est |                | non |              | Image manquante Téléverser                                                   |
| Église Saint-Laurent de Suc                                                  | Val-de-Sos                  |                                    | 42° 46′ 55″ nord, 1° 28′ 36″ est |                | non |              | Image manquante Téléverser                                                   |
| Église Notre-Dame de Vals                                                    | Vals                        |                                    | 43° 05′ 45″ nord, 1° 45′ 41″ est | « PA00093933 » | Classé MH                                                                                                  | 1910         | Église Notre-Dame de Vals                                                    |
| Église de l'Assomption de Varilhes                                           | Varilhes                    |                                    | 43° 02′ 47″ nord, 1° 37′ 42″ est |                | non |              | Église de l'Assomption de Varilhes                                           |
| Église Saint-Michel de Vaychis                                               | Vaychis                     |                                    | 42° 44′ 31″ nord, 1° 48′ 12″ est |                | non |              | Église Saint-Michel de Vaychis                                               |
| Église Saint-Pierre et Saint-Paul de Vèbre                                   | Vèbre                       |                                    | 42° 46′ 34″ nord, 1° 43′ 21″ est |                | non |              | Église Saint-Pierre et Saint-Paul de Vèbre                                   |
| Église Saint-Martin de Ventenac                                              | Ventenac                    |                                    | 43° 00′ 22″ nord, 1° 43′ 51″ est |                | non |              | Église Saint-Martin de Ventenac                                              |
| Église Saint-Blaise de Verdun (Ariège)                                       | Verdun                      |                                    | 42° 47′ 47″ nord, 1° 41′ 14″ est | « PA00093936 » | Classé MH                                                                                                  | 1910         | Église Saint-Blaise de Verdun (Ariège)                                       |
| Église Notre-Dame-de-l'Assomption de Vernajoul                               | Vernajoul                   |                                    | 42° 59′ 07″ nord, 1° 36′ 20″ est | « PA00093937 » | Inscrit MH                                                                                                 | 1979         | Église Notre-Dame-de-l'Assomption de Vernajoul                               |
| Église Sainte-Marthe de Vernaux                                              | Vernaux                     |                                    | 42° 46′ 13″ nord, 1° 45′ 20″ est | « PA00093938 » | Classé MH                                                                                                  | 1910         | Église Sainte-Marthe de Vernaux                                              |
| Église Saint-Laurent de Verniolle                                            | Verniolle                   |                                    | 43° 04′ 54″ nord, 1° 38′ 56″ est |                | non |              | Église Saint-Laurent de Verniolle                                            |
| Église Saint-Étienne de Villeneuve                                           | Villeneuve                  |                                    | 42° 56′ 17″ nord, 0° 58′ 59″ est |                | non |              | Image manquante Téléverser                                                   |
| Église Notre-Dame-de-l'Assomption de Villeneuve-d'Olmes                      | Villeneuve                  |                                    | 42° 54′ 27″ nord, 1° 49′ 20″ est |                | non |              | Église Notre-Dame-de-l'Assomption de Villeneuve-d'Olmes                      |
| Église Saint-Martin de Villeneuve-du-Latou                                   | Villeneuve-du-Latou         |                                    | 43° 12′ 10″ nord, 1° 26′ 00″ est | « PA00093941 » | Classé MH                                                                                                  | 1932         | Église Saint-Martin de Villeneuve-du-Latou                                   |
| Église Saint-Blaise de Villeneuve-du-Paréage                                 | Villeneuve-du-Paréage       |                                    | 43° 09′ 16″ nord, 1° 38′ 15″ est | « IA09000070 » | non |              | Église Saint-Blaise de Villeneuve-du-Paréage                                 |
| Église Sainte-Catherine de Vira                                              | Vira                        |                                    | 43° 03′ 02″ nord, 1° 45′ 33″ est |                | non |              | Église Sainte-Catherine de Vira                                              |
| Église de la Nativité-de-Notre-Dame de Viviès                                | Viviès                      |                                    | 43° 03′ 35″ nord, 1° 46′ 57″ est |                | non |              | Église de la Nativité-de-Notre-Dame de Viviès                                |

### Culteprotestant
| Église                                                                                            | Commune               | Adresse                 | Coordonnées                      | Notice         | Protection | Date | Illustration                     |
| ------------------------------------------------------------------------------------------------- | --------------------- | ----------------------- | -------------------------------- | -------------- | ---------- | ---- | -------------------------------- |
| Temple de l’Église protestante unie de France de Lézères                                          | Camarade              |                         | 43° 04′ 54″ nord, 1° 18′ 37″ est |                | non        |      | Image manquante Téléverser       |
| Temple protestant de Carla-Bayle                                                                  | Carla-Bayle           |                         | 43° 09′ 02″ nord, 1° 23′ 38″ est | « PA00093949 » | Inscrit MH | 1992 | Temple protestant de Carla-Bayle |
| Temple protestant de Foix                                                                         | Foix                  |                         | 42° 57′ 52″ nord, 1° 36′ 34″ est |                | non        |      | Image manquante Téléverser       |
| Temple protestant de Gabre                                                                        | Gabre                 |                         | 43° 04′ 27″ nord, 1° 25′ 00″ est | « PA09000029 » | Inscrit MH | 2015 | Image manquante Téléverser       |
| Temple de l'Union Nationale des églises réformées évangéliques de France de La Bastide-sur-l'Hers | La Bastide-sur-l'Hers |                         | 42° 57′ 21″ nord, 1° 54′ 32″ est |                | non        |      | Image manquante Téléverser       |
| Temple protestant du Mas-d'Azil                                                                   | Le Mas-d'Azil         |                         | 43° 04′ 53″ nord, 1° 21′ 41″ est | « PA09000030 » | Inscrit MH | 2015 | Image manquante Téléverser       |
| Chapelle du temple du Mas-d'Azil                                                                  | Le Mas-d'Azil         |                         | 43° 04′ 53″ nord, 1° 21′ 41″ est |                | non        |      | Image manquante Téléverser       |
| Temple de l'église réformée évangélique de Rieubach                                               | Le Mas-d'Azil         |                         | 43° 03′ 36″ nord, 1° 20′ 16″ est |                | non        |      | Image manquante Téléverser       |
| Temple de l'église réformée évangélique de Les Bordes-sur-Arize                                   | Les Bordes-sur-Arize  |                         | 43° 06′ 16″ nord, 1° 22′ 20″ est |                | non        |      | Image manquante Téléverser       |
| Temple protestant de Mazères                                                                      | Mazères               |                         | 43° 15′ 03″ nord, 1° 40′ 44″ est |                | non        |      | Image manquante Téléverser       |
| Temple protestant Pamiers                                                                         | Pamiers               |                         | 43° 06′ 53″ nord, 1° 36′ 49″ est |                | non        |      | Image manquante Téléverser       |
| Temple de l'église réformée évangélique de Pamiers                                                | Pamiers               | 4 bis place de Milliane | à géolocaliser                   |                | non        |      | Image manquante Téléverser       |
| Temple protestant Sabarat                                                                         | Sabarat               |                         | 43° 06′ 01″ nord, 1° 23′ 12″ est |                | non        |      | Image manquante Téléverser       |
| Temple de l’Église protestante unie de France de Saverdun                                         | Saverdun              |                         | 43° 13′ 59″ nord, 1° 34′ 35″ est |                | non        |      | Image manquante Téléverser       |

### Culteorthodoxe
| Église                                                                               | Commune      | Adresse                                                                                     | Coordonnées                      | Notice         | Protection                                 | Date | Illustration |
| ------------------------------------------------------------------------------------ | ------------ | ------------------------------------------------------------------------------------------- | -------------------------------- | -------------- | ------------------------------------------ | ---- | --- |
| Chapelle orthodoxe Saint-Seraphim-de-Sarov et Saint-Isaac-Le-Syrien de Saint-Lizier, | Saint-Lizier | Chapelle de l’Hôtel-Dieu (et Halte de Compostelle), rue de l’Hôtel-Dieu, 09190 Saint-Lizier | 43° 00′ 05″ nord, 1° 08′ 15″ est | « PA09000016 » | Inscrit MH dans l'ensemble de l'Hôtel-Dieu | 2005 | Chapelle orthodoxe Saint-Seraphim-de-Sarov et Saint-Isaac-Le-Syrien de Saint-LizierLa Dépêche du Midi, « Saint-Girons. Saint-Lizier. Les orthodoxes ariégeois prient à la chapelle de l'hôtel-Dieu », La Dépêche,‎ 21 février 2012 (lire en ligne, consulté le 3 septembre 2020).,« Chapelle orthodoxe á Saint-Lisier ( en Ariège) / Eglise Orthodoxe Saint Nicolas le Thaumaturge », sur Eglise Orthodoxe Saint Nicolas le Thaumaturge, 12 janvier 2015 (consulté le 3 septembre 2020). |